# Yandai
Yandai (kinesiska: 烟袋乡, 烟袋) är en socken i Kina. Den ligger i provinsen Sichuan, i den sydvästra delen av landet, omkring 330 kilometer sydväst om provinshuvudstaden Chengdu. Antalet invånare är 4 738. Befolkningen består av 2 218 kvinnor och 2 520 män. Barn under 15 år utgör 30 %, vuxna 15-64 år 62 %, och äldre över 65 år 7,0 %.
Genomsnittlig årsnederbörd är 1 381 millimeter. Den regnigaste månaden är juni, med i genomsnitt 330 mm nederbörd, och den torraste är januari, med 3 mm nederbörd.